# Škoda 3Tr

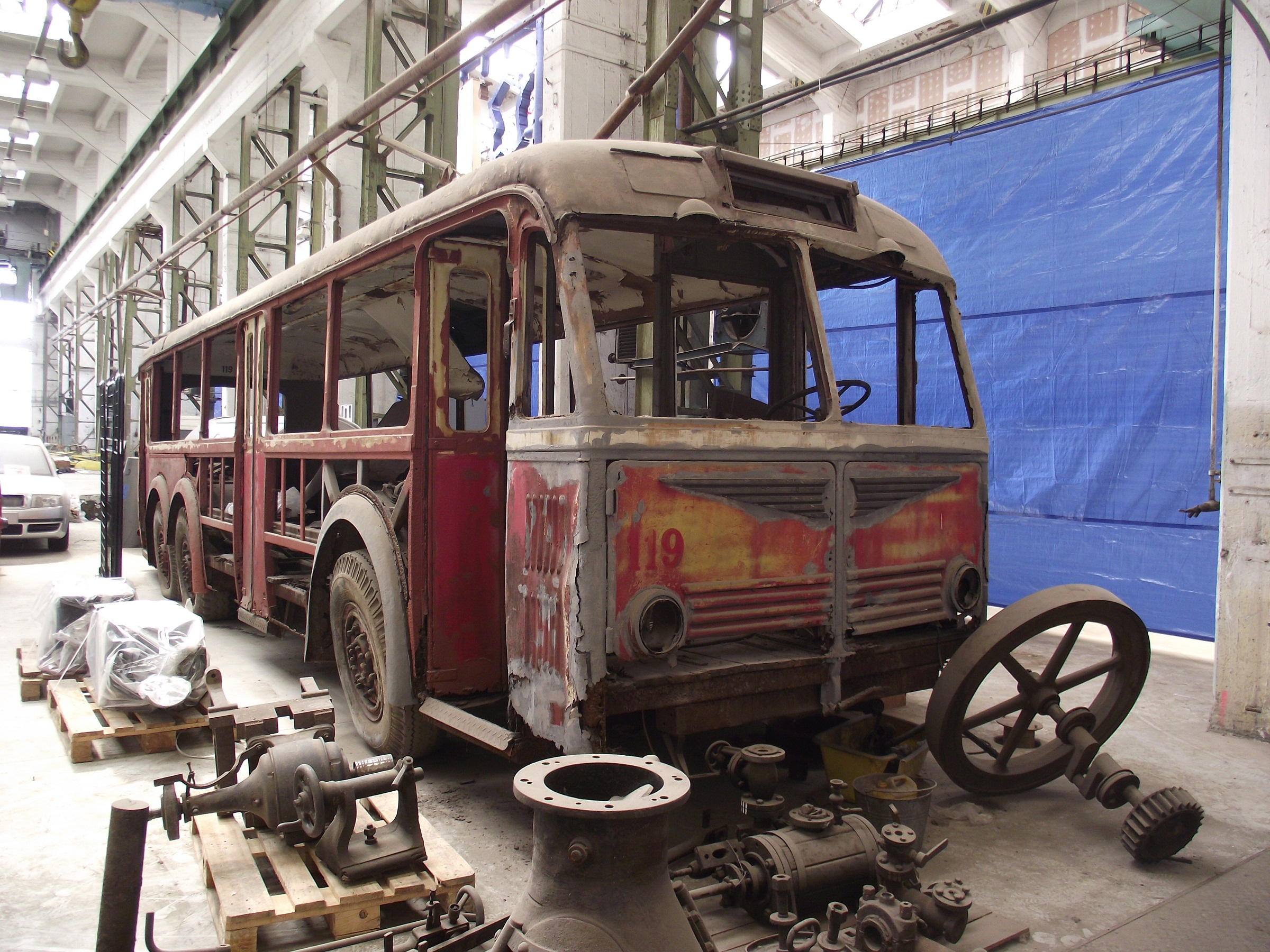
Plzeňský trolejbus Škoda 3Tr3 č. 119 v depozitáři science centra Techmania v roce 2010

Škoda 3Tr (první dvě série původně Škoda 553) je model československého trolejbusu, který byl vyráběn ve 40. letech 20. století firmou Škoda (během války se podnik nazýval Reichswerke Hermann Göring A.G.) v Plzni. Technicky vychází z předchozího typu Škoda 2Tr.

## Konstrukce
Trolejbus 3Tr konstrukčně navazuje na typ 2Tr, který byl před druhou světovou válkou vyroben v počtu pěti kusů pro pražský trolejbusový provoz. Se svým předchůdcem se vůz 3Tr shoduje v konstrukci podvozku i karoserie (i když ta se vzhledově liší), v provedení náprav a způsobu odpružení.
Jednalo se tedy o třínápravový trolejbusový vůz se zadní hnací nápravou. Karoserie byla celokovová, v pravé bočnici se nacházely dvoje (1. a 2. výrobní série) nebo troje (3. série) skládací dveře. Interiér trolejbusu byl vybaven podélnými lavicemi pro cestující. Pohon zajišťovaly dva kompaudní motory Škoda, které byly uloženy pod vozovou skříní v rámu podvozku.

## Provoz
V letech 1941 až 1948 bylo vyrobeno ve třech výrobních sériích 34 vozů, které byly všechny dodány do Plzně. Z nich se zachovaly vozy č. 101 a č. 119. „Stodevatenáctka“ ze třetí výrobní série (proto označení 3Tr3) sloužila účelům plzeňské městské hromadné dopravy do roku 1967, od června 2012 se stala součástí expozice plzeňského science centra Techmania.
| Současný stát | Město | Článek | Typ | Roky dodávek | Počet vozů | Evidenční čísla při dodání | Poznámky | Zdroj |
| ------------- | ----- | ------ | --- | ------------ | ---------- | -------------------------- | -------- | ----- |
| Česko         | Plzeň | článek | 3Tr | 1941 – 1948  | 34 kusů    | 101 – 134                  |          |       |

Poslední vozy tohoto typu byly v Plzni vyřazeny v roce 1970.

## Historické vozy
| Původní provoz | Evidenční číslo | Současný majitel | Typ | Rok výroby | Historický od roku | Zdroj |
| -------------- | --------------- | ---------------- | --- | ---------- | ------------------ | ----- |
| Plzeň          | 101             | TMB              | 3Tr | 1941       | 1972               | [ 4 ] |
| Plzeň          | 119             | Škoda Plzeň      | 3Tr | 1947       | 1997               | [ 5 ] |